# Águeda (freguesia)
Águeda is een plaats (freguesia) in de Portugese gemeente Águeda en telt 11.357 inwoners (2001).